# Kongreya Star
Kongreya Star, grundlag i 2005 under navnet Yekîtiya Star (Kurdisk for Stjerneunion), er en konføderation af kvindeorganisationer i Rojava, Syrien. De har været medvirkende til de betydelige fremskridt i kønsrelationerne, der har fundet sted i regionen. Deres arbejde baserer sig på devisen om, at "uden kvinders frigørelse er et virkeligt frit samfund umuligt."
Konføderationen fokuserer på at organisere kvindekollektiver, der fokuserer på økonomiske muligheder, bevidsthedsgørelse og selvforsvar for kvinder. Med sit virke gennem i Rojava og omgivende dele af Syrien, sigter Kongreya Star efter at være et eksempel for hele Mellemøsten og at realisere en feministisk revolution i hele regionen. Ideologisk placerer de sig inden for den overordnede ramme i bevægelsen for demokratisk konføderalisme.

## Akademier
Yekîtiya Star har etableret flere akademier, hvoraf Yekîtiya Star Academy blev grundlag i 2012 og tilbyder uddannelse i Jineolojî (kurdisk for "kvindelære"), en term fra Abdullah Öcalans Liberating Life: Women's Revolution (2013). I Jineolojî udforskes økonomien fra en feministisk synspunkt og kvinder ses som centrale aktører.
Sammensætningen af elever favner bredt, fra universitetsuddannede unge voksne til uuddannede ældre. Skolens pædagogik baserer sig på hver studerende personlige autoritet og opmuntrer et større sammenspil mellem lærer og elev, inspireret af bl.a. John Dewey og Paulo Freires undervisningsfilosofier.
Hvert program afsluttes med en sidste session kaldet en "platform". En platform er en mulighed for den studerende at vise, hvordan de vil deltage i revolutionen i Rojava.

## Kommuner
Der er kommuner i hele Rojava, bl.a. i byerne Til Temir, Efrîn, Axcelê, Baflûrê, og Cindirês.

## Publications
Yekîtiya Star udgiver også Asoya Jinê, en kvindejournal om "en række emner bl.a. politiske og sociale sager, interviewer med kvinder og en spalte dedikeret til kvindelige guerillaer der er faldet i kampen. Der er også Kuncika Malame: et forum for læsere og følgere at dele følelser, digte, minder og fortællinger, samt et afsnit for mødre at diskutere håndværk."

## Andre aktiviteter
Andre projekter og aktiviteter organiseres af Kongreya Star, herunder kampagner imod æresdrab og etableringen af krisecentre for ofre af vold i hjemmet.